# David Ferrer i Vallès
David Ferrer Vallès (Barcelona, 12 de juny de 1873 - el Masnou, 30 de juliol de 1936) fou un empresari i polític català. Casat amb Rosa Sensat i Vilà i pare d'Angeleta Ferrer i Sensat i Jaume Ferrer Sensat.

## Biografia
Fill de David Ferrer i Mitayna, metge de Barcelona, i Àngela Vallès Torrentbo, mestra natural d'Igualada. Va estudiar medicina, però no va exercir. Amb Joaquim Lluhí i Rissech com a soci capitalista, va organitzar l'empresa David Ferrer Societat Limitada, dedicada a representar a Espanya empreses estrangeres fabricants de motors de gasolina. Amic de Lluhí i Rissech i de Pere Corominas i Montanya, va militar en el Centre Nacionalista Republicà, amb el qual fou escollit regidor a l'ajuntament de Barcelona per al districte VI en les eleccions municipals de 1909. Posteriorment militaria a la Unió Federal Nacionalista Republicana i al Bloc Republicà Autonomista i fou l'encarregat de cercar finançament per al diari El Poble Català.
Vinculat a la Cambra de Comerç de Barcelona, el 1920 en fou representant a la junta administrativa de la Delegació d'Hisenda de Barcelona i el 1928-1929 a la Junta d'Obres del Port de Barcelona. També presidí el patronat de la Fira de Mostres de Barcelona.
Va morir al Masnou, vila natal de la seva muller, després d'una llarga malaltia.